# Evita (Band)
Evita ist eine Metalcore-Band aus Bristol, Großbritannien. Der Name der Band leitet sich von dem gleichnamigen Musical Evita ab.

## Geschichte
Im Alter von 17 Jahren gründeten die Freunde Aaron Beider und Jack Sims im August 2006 ein kleines Instrumental-Projekt, welches sie Evita tauften. Nachdem die Band ein vollwertiges Line-up aufgestellt hatte, begann sie mit den ersten Demoaufnahmen. Es folgte im November 2007 mit Like An Ocean We Rise Again die erste EP, welche über das ebenfalls britische Independent-Label Glasstone Records vertrieben wurde.
2008 hatte die Band mit einigen Mitgliederwechseln zu kämpfen: Erst verließ im März Gitarrist und Gründungsmitglied Jack Sims die Band, da diese für ihn mehr ein Hobby gewesen war und mit zunehmendem Erfolg zu viel Zeit in Anspruch nahm, anschließend verkündete die Band zwei Monate später den Austritt von Schlagzeuger Lewis Robbins, welcher aus Zeitmangel die Band nicht mehr zu hundert Prozent unterstützen konnte. Jack konnte durch Mike Thomson ersetzt werden, welcher sich kurz zuvor auf einem Konzert der Band als Gitarrist vorgestellt hatte und welchen sie nach dem Austritt Sims kontaktierten. Als neuer Schlagzeuger wurde im Juni 2008 Johno Fisher vorgestellt, woraufhin die Band ein erstes Album ankündigte.
Im November 2008 gab die Band bekannt, bei dem in London sesshaften Label Basick Records einen Plattenvertrag unterschrieben zu haben. Es folgten zwischen Dezember 2008 und Januar 2009 die Aufnahmen zum ersten Studioalbum, welches mit Hilfe von dem ehemaligen Burning-Skies-Gitarristen Chuck Creese produziert wurde. Im Juli 2009 erschien mit Minutes and Miles das Debütalbum der Band, welches sich von der ersten EP musikalisch deutlich unterschied. Ließ sich der Stil von der EP Like An Ocean We Rise Again noch dem Deathcore zuordnen, war das neue Album der Band hauptsächlich durch Elemente des melodischen Metalcores geprägt. Im Oktober 2009 gab die Band ihre Auflösung bekannt, da aus Zeitmangel ein Fortbestehen der Band unmöglich geworden wäre. Zudem war es nicht mehr möglich, die Kosten der Band, neben den Einnahmen durch Konzerte und CD-Verkäufe, durch eigenes Geld zu decken. Am 30. Oktober gab die Band ihr vorerst letztes Konzert in ihrer Heimatstadt Bristol.
Im Frühling 2010 gab die Band ihre Wiedervereinigung bekannt, auf die eine kleine Tour zwischen Juni und Juli folgte. Des Weiteren gab die Band eine Teilnahme am Ghostfest sowie dem Schools Out For Summer Festival bekannt. Anfang 2011 nahm die Band zwei neue Songs auf, welche anschließend digital über iTunes zu erwerben waren. Die Lieder waren durch klaren Gesang geprägt und waren im Gegensatz zu den Vorherigen deutlich ruhiger. Im Juli desselben Jahres veröffentlichte die Band gemeinsam mit der aus der Grafschaft Essex stammenden Hardcore-Punk-Band Giants ihre erste Split-EP, welche die Bands nach ihren eigenen Bandnamen selbstbetitelten.

## Diskografie

### EPs
- 2007: Like An Ocean We Rise Again (Glasstone Records)

### Alben
- 2009: Minutes and Miles (Basick Records)

### Splits
- 2011: Giants/Evita (Eigenvertrieb)